# Forenzní vědy

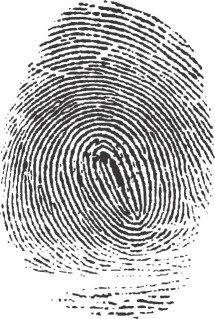
Otisk prstu

Forenzní vědy jsou vědy, které se aplikují při vyšetřování a dokazování v trestních i civilních řízeních před státními orgány. Jde o postupy vedoucí k prokázání identity osob, pravosti listin a podobně. Souhrn těchto věd se někdy zkráceně označuje jako forenzika (z angl. forensics).

## Etymologie
Forenzní (z lat. forensis, soudní, od forum, veřejné prostranství, kde se konaly soudy) znamená soudní a obvykle označuje postupy a vědy, související s vyšetřováním a soudním dokazováním, zejména v trestních záležitostech.

## Stručný přehled forenzních věd
- Daktyloskopie je metoda určování identity pomocí otisků prstů.
- Forenzní antropologie se zabývá zejména identifikací koster, lebek a chrupu.
- Forenzní balistika se snaží identifikovat zbraň, hlavně pomocí stop na projektilu.
- Forenzní entomologie se zabývá určováním doby trestného činu pomocí hmyzu (a jeho stádií vývoje) na místě činu.
- Forenzní chemie identifikuje různé látky, například jedy.
- Forenzní medicína čili soudní lékařství se snaží stanovit čas a příčiny smrti nebo poškození.
- Forenzní psychologie posuzuje psychologii podezřelých osob.
- Forenzní genetika identifikuje osoby či stopy z místa činu na základě analýzy DNA.
- (Forenzní) písmoznalectví identifikuje osoby podle jejich ručního písma.

Kromě toho se pro forenzní účely aplikují i různé další vědy podle povahy problému.
- Forenzní fotografie

## Dějiny

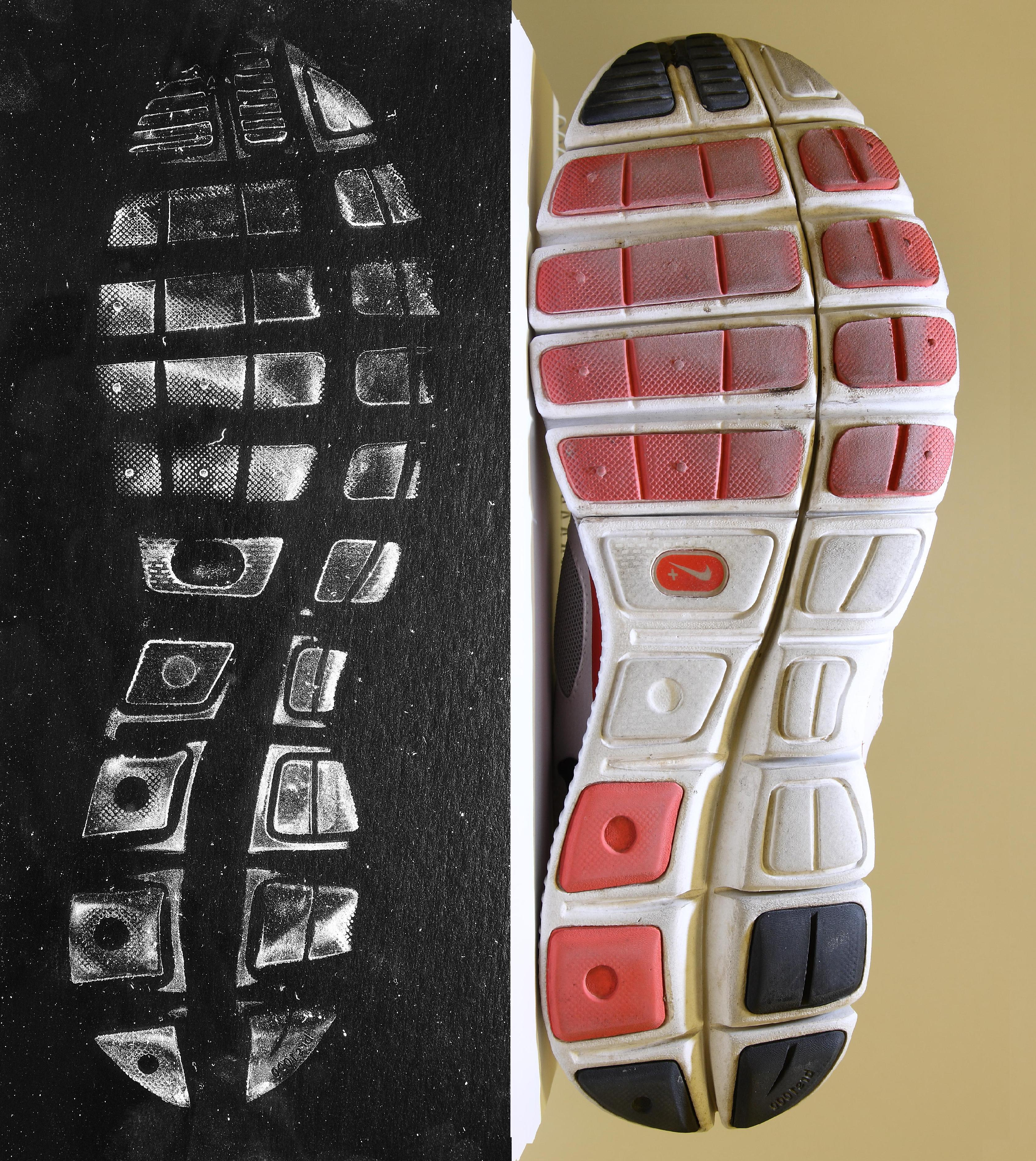
Porovnání stopy a podrážky

Nejstarší zmínka o aplikaci vědy pro odhalení podvodu je v pověsti o Archimédovi († 212 př. n. l.), který zjistil specifickou hmotnost údajně zlaté koruny a dokázal, že není zlatá. Arabský příběh vypráví o kupci, který měl vyšetřit vraždu srpem; nechal přinést všechny srpy ve vesnici a na jeden se slétly mouchy. Čínskou příručku vyšetřování napsal roku 1248 Song Ci. Mezi průkopníky forenzních věd v Evropě patřil francouzský dvorní lékař a chirurg Ambroise Paré (1510-1590) a koncem 18. století vyšlo několik pojednání o forenzním a policejním lékařství. Mezníkem v dalším vývoji forenzních věd byl objev mikroskopu, daktyloskopie a identifikace osob a stop z místa činu pomocí analýzy DNA.

## V populární kultuře
- Série CSI (Crime Scene Investigation) je taktéž založena na detailním zjišťování trestných činů a otisků prstů za pomocí moderních analytických přístrojů a použití forenzní vědy – tato série pomohla dotvořit, CSI efekt.
- Seriál Dexter - hlavní postava Dexter je forenzním analytikem krevních stop u miamského policejního oddělení vražd